# Alpen Cup kobiet w skokach narciarskich 2025/2026
Alpen Cup kobiet w skokach narciarskich 2025/2026 – 18. edycja Alpen Cup kobiet. Cykl rozpocznie się 20 września 2025 w Oberstdorfie, a zakończy 15 marca 2026 w Niemczech.

## Kalendarz i wyniki
| Lp.                                               | Data                 | Miejscowość | HS    | Uwagi | 1. miejsce | 2. miejsce | 3. miejsce |
| ------------------------------------------------- | -------------------- | ----------- | ----- | ----- | ---------- | ---------- | ---------- |
| 1.                                                | 20 września 2025     | Oberstdorf  | HS106 | –     |            |            |            |
| 2.                                                | 21 września 2025     | Oberstdorf  | HS106 | –     |            |            |            |
| 3.                                                | 10 października 2025 | Predazzo    | HS109 | –     |            |            |            |
| 4.                                                | 11 października 2025 | Predazzo    | HS109 | –     |            |            |            |
| 5.                                                | 19 grudnia 2025      | Seefeld     | HS109 | –     |            |            |            |
| 6.                                                | 20 grudnia 2025      | Seefeld     | HS109 | –     |            |            |            |
| 7.                                                | 24 stycznia 2026     | Kranj       | HS109 | –     |            |            |            |
| 8.                                                | 25 stycznia 2026     | Kranj       | HS109 | –     |            |            |            |
| 9.                                                | 21 lutego 2026       | Zakopane    | HS105 | –     |            |            |            |
| 10.                                               | 22 lutego 2026       | Zakopane    | HS105 | –     |            |            |            |
| 11.                                               | 14 marca 2026        | ?           | ?     | –     |            |            |            |
| 12.                                               | 15 marca 2026        | ?           | ?     | –     |            |            |            |
| Alpen Cup kobiet 2025/2026 – klasyfikacja końcowa |                      |             |       |       |            |            |            |